# Heiligungsbewegung
Unter Heiligungsbewegung (englisch: Holiness Movement) versteht man im weiteren Sinne eine christliche Erweckungsbewegung der Neuzeit, die vor allem in Westeuropa und Nordamerika beheimatet war. Sie legte starken Wert darauf, dass ihre Anhänger eine echte Umkehr erlebt haben und sich in ihrem Leben nach den ethischen Geboten des Christentums richten, möglichst sündenfrei, nicht mehr egoistisch, sondern heilig und vollkommen zur Ehre Gottes zu leben und als Braut Christi würdig für die Wiederkunft des Herrn zu sein. Konkret fand das, je nach Zeitumständen, Ausdruck in Betonung von Evangelisation, Diakonie, Nächstenliebe, Abstinenz und praktischer Heiligung zur Ehre Gottes.

## Wurzeln und Geschichte der Heiligungsbewegung
Eine der ersten Heiligungsbewegungen war der Methodismus, dessen Gründerfigur John Wesley (1703–1791) war und der die Liebe zu Gott und den Mitmenschen betonte. Auch der erweckte bzw. Radikale Pietismus, dessen bekanntester Vertreter Gottfried Arnold (1666–1714) war, ist dieser Richtung zuzuordnen. Weitere Kirchen, die zur Heiligungsbewegung gerechnet werden, sind die Evangelische Gesellschaft (gegründet 1831 in Bern, Schweiz), die Heilsarmee (gegründet 1878 in London, England), die Gemeinden Christi, die Church of God (gegründet 1880 in Anderson, Indiana), die Kirche des Nazareners (englisch: Church of the Nazarene, gegründet 1908 in Texas) und die Gemeinde für Christus (gegründet 1909 im Emmental, Schweiz).
Bereits ab 1766 fasste der Methodismus auch in Nordamerika Fuss und breitete sich zuerst bei den einfachen Leuten vor allem durch die geführten Klassentreffen (englisch: class meetings) schnell aus. Um 1835 wurde die methodistisch geprägte Heiligungslehre in den USA immer verbreiteter, insbesondere durch Phoebe Palmer (1807–1874) und ihre Dienstagstreffen (englisch: Tuesday Meetings). Prägend in dieser Zeit war zudem der Rechtsanwalt Charles Grandison Finney (1792–1875), der 1821 eine willentliche Bekehrung durchmachte und eine Wiedergeburt erlebte. Nach theologischem Selbststudium begann er 1824 mit evangelistischen Versammlungen und Massenveranstaltungen, wo er jeweils zu ernster Busse, zur Entscheidung für Jesus Christus und zu einem intensiven Glaubens- und Gebetsleben aufrief. 1835 wurde er Theologieprofessor am Oberlin College in Oberlin in Ohio. Zusammen mit dem Prediger Asa Mahan (1800–1889) begründete er eine Theologie der Heiligung, die als wichtige zweite Stufe nach der reformatorischen Rechtfertigung angesehen wurde. Diese Theologie wurde auch Oberlin Perfektionismus oder Higher Life genannt und betonte die moralische Verantwortung des Menschen, den freiwilligen Gehorsam gegenüber Gott und die Geistestaufe als Bestätigung der Heiligung und der Ausrüstung mit Vollmacht von Gott.
1843 wurde in den USA die Wesleyan Methodist Connection und 1860 die Free Methodist Church gegründet, um dem Willen zur Heiligung und deren sozialen Folgen Nachdruck zu verleihen. Dazu gehörten die berechtigten Forderungen nach Abschaffung der Sklaverei und dem Verbot der Vermietung von Kirchenbänken. Ab Juni 1867 wurde ein erstes Treffen auf freiem Feld (englisch: camp meeting) bei Philadelphia einberufen, an dem etwa 10.000 Personen teilnahmen. Danach wurde die National Camp Meeting Association for the Promotion of Holiness (NCMA) ins Leben gerufen, bei der der Methodistenprediger John Inskip ihr Vorsitzender wurde und 48 von 52 Treffen bis zu seinem Tod 1883 leitete. Diese einflussreiche Organisation wurde später in Christian Holiness Partnership (CHP) umbenannt.
Der Amerikaner Robert Pearsall Smith schrieb 1870 das einflussreiche Buch Holiness through Faith (deutsch: Heiligkeit durch Glauben), er reiste 1873 zur Kur nach Europa und begann in England, Irland und Frankreich mehrtägige Treffen abzuhalten. Im Juli 1874 wurde eine Versammlung mit etwa 150 Personen auf dem Broadlands Park in Cambridge durchgeführt, die von den Ehepaaren Boardman und Smith geleitet wurden. Vom 29. August bis 7. September des gleichen Jahres fand in Oxford die Zusammenkunft Oxford Union Meeting for the Promotion of Scriptural Holiness mit 1500 Teilnehmern statt, darunter waren etwa 20 Deutsche und Schweizer. Einer davon war Carl Heinrich Rappard (1837–1909), der Leiter der Pilgermission St. Chrischona, trug die Anliegen der neu entstandenen Heiligungsbewegung in die Schweiz und nach Süddeutschland. Es wurden Treffen in der Art der Oxford-Konferenz abgehalten, Schriften von Smith ins Deutsche übersetzt und eine neue Zeitschrift „Des Christen Glaubensweg“ publiziert. So wurde eine fünfwöchige Vortragsreise des Ehepaars Smith im Frühling 1875 in Deutschland und in der Schweiz vorbereitet. Smith predigte dann vor vielen Zuhörern in Berlin, Basel, Stuttgart, Karlsruhe, Frankfurt und in Wuppertal. Dr. Friedrich Wilhelm Baedeker war sein Übersetzer ihn und der Methodist Ernst Gebhardt sorgte für die musikalische Umrahmung.
Vom 29. Mai bis 7. Juni 1875 fand eine zweite große Konferenz im englischen Brighton statt, zu der 8000 Besucher anreisten, davon waren 200 deutsche Teilnehmer, die bekanntesten darunter waren der Evangelist Elias Schrenk und der Missiologe Gustav Warneck. Nach der Konferenz wurde dem Konferenzredner Smith Sonderlehren und sexuelle Belästigung vorgeworfen, so dass er keine weitere Lehrtätigkeit in England ausführen konnte und er in die USA zurückkehren musste. Trotzdem wirkten seine Lehren in der Keswick-Bewegung und Oxford-Gruppe weiter und führten zu einer geistlichen Erneuerung und neuen landeskirchlichen Gemeinschaften in England, Deutschland und der Schweiz. Der tiefsinnige Prediger und Seelsorger Otto Stockmayer (1838–1917) wurde neben Rappard zur führenden theologischen Figur der deutschen Heiligungs- und Gemeinschaftsbewegung, zu denen der Gnadauer Verband, die Pilgermission St. Chrischona, die Liebenzeller Mission und die Deutsche Zeltmission zu zählen sind. Theophil Krawielitzki führte diese Linie im Deutschen Gemeinschafts–Diakonieverband weiter. Theodor Jellinghaus (1841–1913) schrieb 1880 das dogmatische Werk Das völlige, gegenwärtige Heil durch Christum, worin er die typische Zweistufenlehre von Rechtfertigung und Heiligung vertrat, die er mit dem Aufkommen der Pfingstbewegung 1907 zunehmend bezweifelte und 1911 öffentlich widerrief.
Weiteren Einfluss auf diese Entwicklungen hatten das Buch The Higher Christian Life des amerikanischen Geistlichen William Edwin Boardman (1810–1886) sowie das Ehepaar Michael (1834–1910) und Elizabeth Baxter, geborene Foster, (1837–1926), die schließlich das Seelsorge- und Krankenheim Beth-Shan in London übernahmen. Michael Baxter gab auch die Zeitschrift The Christian Herald heraus. Franz Eugen Schlachter wohnte bei seiner Englandreise 1884 beim Ehepaar Baxter. Auch die Waliserin Jessie Penn-Lewis übte großen Einfluss auf die Heiligungsbewegung aus.
Etliche Freikirchen sind aus der Heiligungsbewegung entstanden, weltweit sollen sie in 160 Ländern mit ungefähr 12 Millionen Personen verbreitet sein. Um das Jahr 2020 rechnete man in Nordamerika mit etwa vier Millionen, in Afrika mit drei Millionen und in Asien ebenso mit vier Millionen Anhängern. Eine der größten dieser Kirchen ist die Evangelical Holiness Church in Korea mit einer Million Mitglieder, alle koreanischen Heiligungskirchen kommen zusammen auf drei Millionen Personen. 1917 wurde die Japanese Holiness Church gegründet, die während des Zweiten Weltkriegs wegen Widerstand gegen den geforderten japanischen Nationalismus verfolgt wurde.
Wichtige Organisationen, die der Heiligungsbewegung entstammen, sind die Christian Holiness Partnership (CHP), die Wesleyan Theological Society (WTS) sowie Wesleyan/Holiness Clergy International. Sie fördern die Zusammenarbeit und Treffen unter verschiedenen Denominationen, Einrichtungen wie Hochschulen, Seminare, Missionswerke, Verlagshäuser und Publikationen wie das Wesleyan Theological Journal. Die weit verbreiteten Andachts- und Erbauungsbüchern der Heiligungsbewegung mit vielen Auflagen übten über Generationen eine große Nachwirkung aus.

## Prägende Persönlichkeiten
Im engeren Sinne wird der Ausdruck Heiligungsbewegung für die dritte Welle der Heiligungsbewegung um 1874/75 in England, Deutschland und der Schweiz gebraucht. Es ist hier die Arbeit von Robert Pearsall Smith (1827–1898) und seiner Frau Hannah Whitall Smith (1832–1911) gemeint. Die Heiligungsbewegung trat in allen erweckten Kreisen des Pietismus, der protestantischen Kirchen und der Freikirchen in Erscheinung. Entscheidende Personen waren neben Robert Pearsall Smith Arnold Bovet, Andrew Murray, Carl Heinrich Rappard und Dora Rappard, Peter Samanns, aber auch Dwight Lyman Moody, Ira David Sankey, Anna von Wattenwyl, Dorothea Trudel und später Franz Eugen Schlachter, Elias Schrenk und Ernst Modersohn. Um Samanns entstand im Rheinland zwischen 1883 und 1885 eine „eigenständige Heiligungsbewegung“. Bekannt ist auch der Dichter Ernst Gebhardt, dessen Lied „Jesus errettet mich jetzt“ für die Heiligungsbewegung Symbolcharakter erhielt. Auch der zum Kreis der  „Offenen Brüder“ gehörige Waisenhausvater Georg Müller ist hier zu nennen, ferner der Gründer der China-Inland-Mission, Hudson Taylor, und in China Watchman Nee.

## Lehre und Kritik
In der frühen Kirche und bis zur Reformation wurde Heiligung vorwiegend als Gottes Wirken durch Tod und Auferstehung von Jesus Christus an dessen Nachfolger angesehen. In der Heilungsbewegung kam stark das Bedürfnis, der Wunsch und das Verlangen auf, aus Dankbarkeit für die Heilstat Jesu eine ganze Hingabe an Gott, die praktische Heiligung, einen persönlichen Sieg über die Sünde und Gottes Führung und Gegenwart zu erleben. Man ging davon aus, dass Christen zwei Segnungen erfahren sollten: Das erste Werk sei die Gnade, die geschenkte Rettung durch Jesus Christus, und der zweite Segen sei das Mitwirken des Christen um Wachstum in der Heiligung und in der Beziehung zum heiligen Gott. Heiligung zeige sich im Wechsel von einem Leben der Sünde, der Schwäche und des Scheiterns und zu einem Leben der Überwindung und des Sieges; von einem geringeren zu einem höheren Leben (englisch: The Higher Christian Life), von Oberflächlichkeit zu Tiefgang und von Fleisch zu Geist.
Der calvinistisch und konservativ geprägte systematische Theologe am Theologischen Seminar in Princeton Benjamin Breckinridge Warfield (1851–1921) verfasste in mehreren Bänden eine Geschichte der Heiligungsbewegung und verurteilte deren Tendenz zu mystischen Erfahrungen und zum Streben nach Perfektionismus scharf. Der amerikanische reformierte Pastor Andrew Naselli (* 1980) kritisierte ebenso die Aufspaltung und die Schaffung von zwei Kategorien von Christen, die Vollkommenen und die Unvollkommenen. Der dabei enthaltene Wunsch nach Reinheit, Heiligkeit und Vollkommenheit nehme die Verstrickung in die Sünde und deren Folgen in ihrer Tiefe nicht wahr. Ähnlich wie im Pelagianismus werde der freie Wille überbetont, und ein Christ könne fast selbständig über die Heiligung befinden und durch methodisches Vorgehen Fortschritte machen. Ein solches Vorgehen könne zu Desillusionierung und Frustration führen bei Christen, denen das siegreiche Leben nicht oder nicht gut gelinge. Solche und andere persönliche Erfahrungen können falsch oder fehlinterpretiert werden und teilweise zu Depressionen und weiteren psychischen Krankheiten führen.